# Glyphocrangon vicaria
Glyphocrangon vicaria är en kräftdjursart som beskrevs av Faxon 1896. Glyphocrangon vicaria ingår i släktet Glyphocrangon och familjen Glyphocrangonidae. Inga underarter finns listade i Catalogue of Life.